# Dicranota irregularis
Dicranota (Dicranota) irregularis là một loài ruồi trong họ Pediciidae. Chúng phân bố ở vùng sinh thái Palearctic.